# عمدا

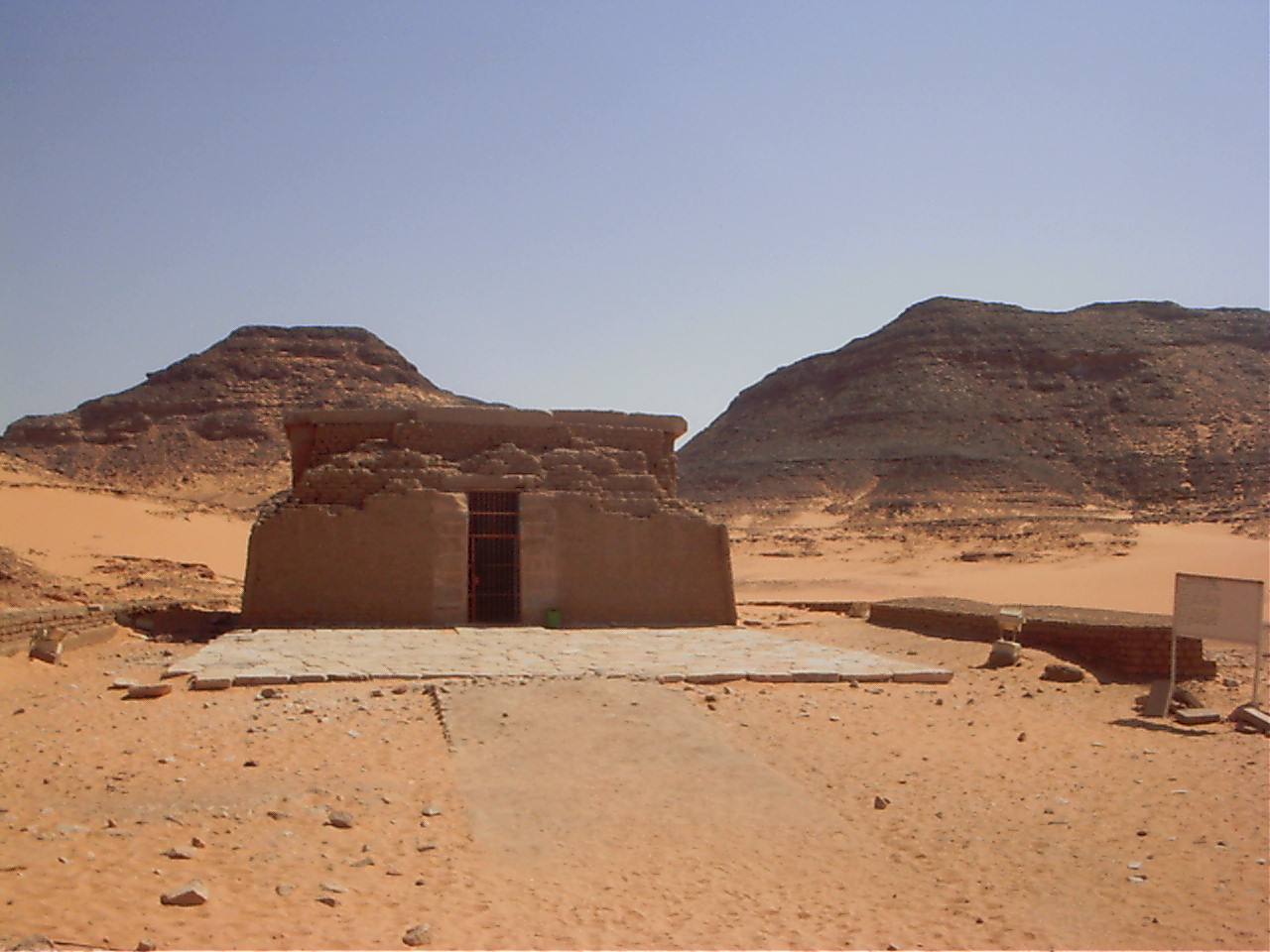
واجهة معبد عمدا.

يُعتبر معبد عمدا أقدم معبد مصري في النوبة، أنشأه تحتمس الثالث من الأسرة الثامنة عشر وخصصه لآمون ورع-هوراختي، أكمل ولده وخليفته أمنحتب الثالث تزيين المعبد. خليفة أمنحتب الثالث، تحتمس الثاني، قرر وضع سقف البهو الخارجي واستخدام نمط صفوف الأعمدة فيها. خلال حقبة العمارنة، أمر أخناتون بمحو اسم آمون من المعبد ولاحقا استرجع في عهد سيتي الأول من الأسرة التاسعة عشر. ملوك عدة من الأسرة التاسعة عشر بخاصة سيتي الأول ورمسيس الثاني قاموا أيضا ب«ترميمات بسيطة وأضافوا لزينة المعبد.» جداريات المعبد تصف النشاط المعماري لوالي كوش سيتاو، وحيقاناخت، وميسوي، والمستشار باي في عهد رمسيس الثاني، ومرنبتاح، وسبتاح على الترتيب.

## داخل المعبد

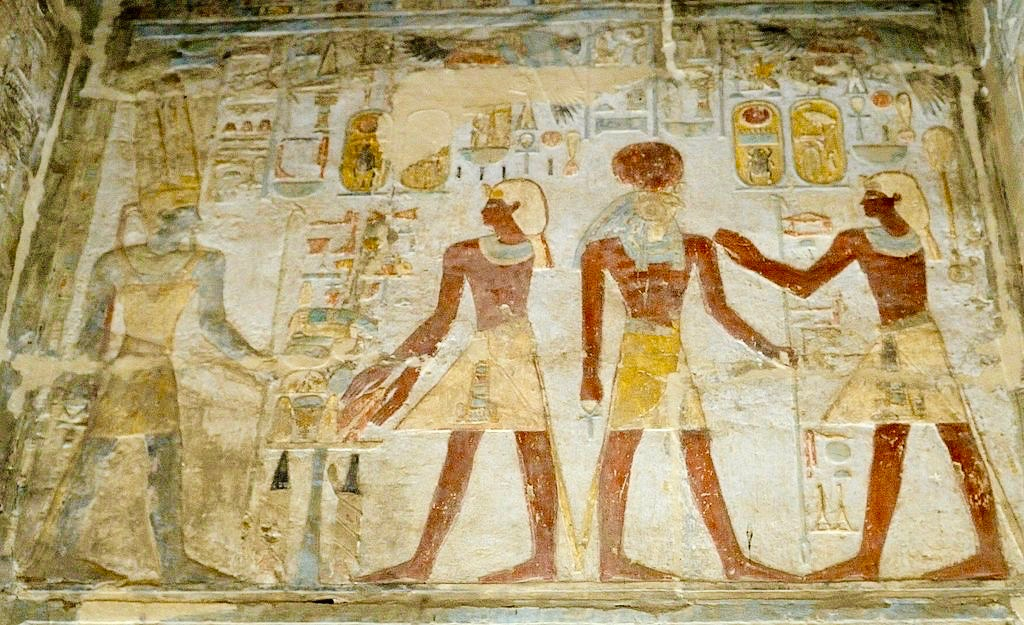
نقش بارز لتحتمس الثالث أمام الآلهة في عمدا.

في مخطط البناء الأصلي كان يوجد برج، بهو أمامي، ورواق بأعمدة ومنه إلى الحرم المقدس. ولكن عندما أمر تحتمس الرابع بتسقيف البهو، «زينت الأعمدة والحوائط بمشاهد القرابين، ومن ضمنهم كان تحتمس الرابع على اليسار»، وتحتمس الثالث وأمنحتب الثاني على اليمين. على الرغم من أن واجهة المعبد قد تدهورت، الا أن بالداخل توجد الكثير من النقوش البارزة الملونة. أفضل هذه النقوش الملونة توجد في الأجزاء الداخلية من المعبد حيث نشاهد نقوش لتحتمس الثالث وأمنحتب الثاني وهم يقدمون القرابين لآلهة مصرية مختلفة. على يسار المدخل المسقوف نرى أمنحتب الثاني وحورس وتحوت يقلدانه التاج وبيده مجداف وهاب؟! (أو أداة ملاحية). غرفة العبادة على الجانب من الحرم المقدس تحتوي على بعض مشاهد تقديس البناء للمعبد حيث تصور «طقوس 'مد الحبل'، والاحتفال بوضع الطوب، والقرابين المقدمة للآلهة في المعبد».

## سجلات تاريخية
هناك نقشان تاريخيان مهمين من معبد عمدا. الأقدم، يعود للعام الثالث من حكم أمنحتب الثاني، «في جدارية مدورة الأركان على نهاية الحائط الشرقي من الحرم المقدس.» وعليها وصف لحملة الفرعون العسكرية في آسيا:
| عمدا | وعاد جلالته في سرور إلى والده آمون بعد أن صرع بصولجانه سبعة من الزعماء من بلاد تخسي (سوريا) والذين علقوا من أعقابهم على مقدمة سفينة جلالته. | عمدا |

ثم يصف أمنحتب الثاني كيف شنق ستة منهم «على حوائط طيبة» وشنق السابع على حوائط نبتة (مدينة نوبية قرب الشلال الرابع). كان هذا بمثابة تحذير للرعايا النوبيين من عواقب التمرد على حكم أمنحتب. النص التاريخي الثاني، «على جدارية محفورة على يسار (شمال) المدخل» وفيها ذكر لفشل غزو ليبي في العام الرابع من حكم مرنبتاح.
الرحالة الأوائل للمنطقة وصفوا المعبد، وأول من نشر عنه كان هنري جوتييه عام 1913.
نقل المعبد من مكانه الأصلي إلى موقع جديد «65 وبضع كليومترا أعلى و2.5 كيلومترا أبعد» من مكانه الأصلي مابين عامي 1964، وعام 1975. تعذر تقطبع المعبد إلى بلوكات (كما حدث مع المعابد الأخرى المنقولة) لأن ذلك كان سيؤدي إلى تدمير الرسومات. عندما رأت كريستيان ديروش نوبلكور أن الجميع استسلموا لفكرة غمر مياه الطمي القادمة من بحيرة ناصر للمعبد، أعلنت أن فرنسا ستحافظ على المعبد. وسألت اثنين من المعماريين لابتكار طريقة لنقل المعبد دون تقطيع. كانت فكرتهم أن يوضع المعبد على قضبان وأن ينقل هيروليكيا لموقع جديد على بعد بضعة كيلومترات وعلى ارتفاع أعلى ب 60 مترا.
معبد الدر المنحوت في الصخر نقل أيضا إلى جوار الموقع الجديد لمعبد عمدا.

## معرض

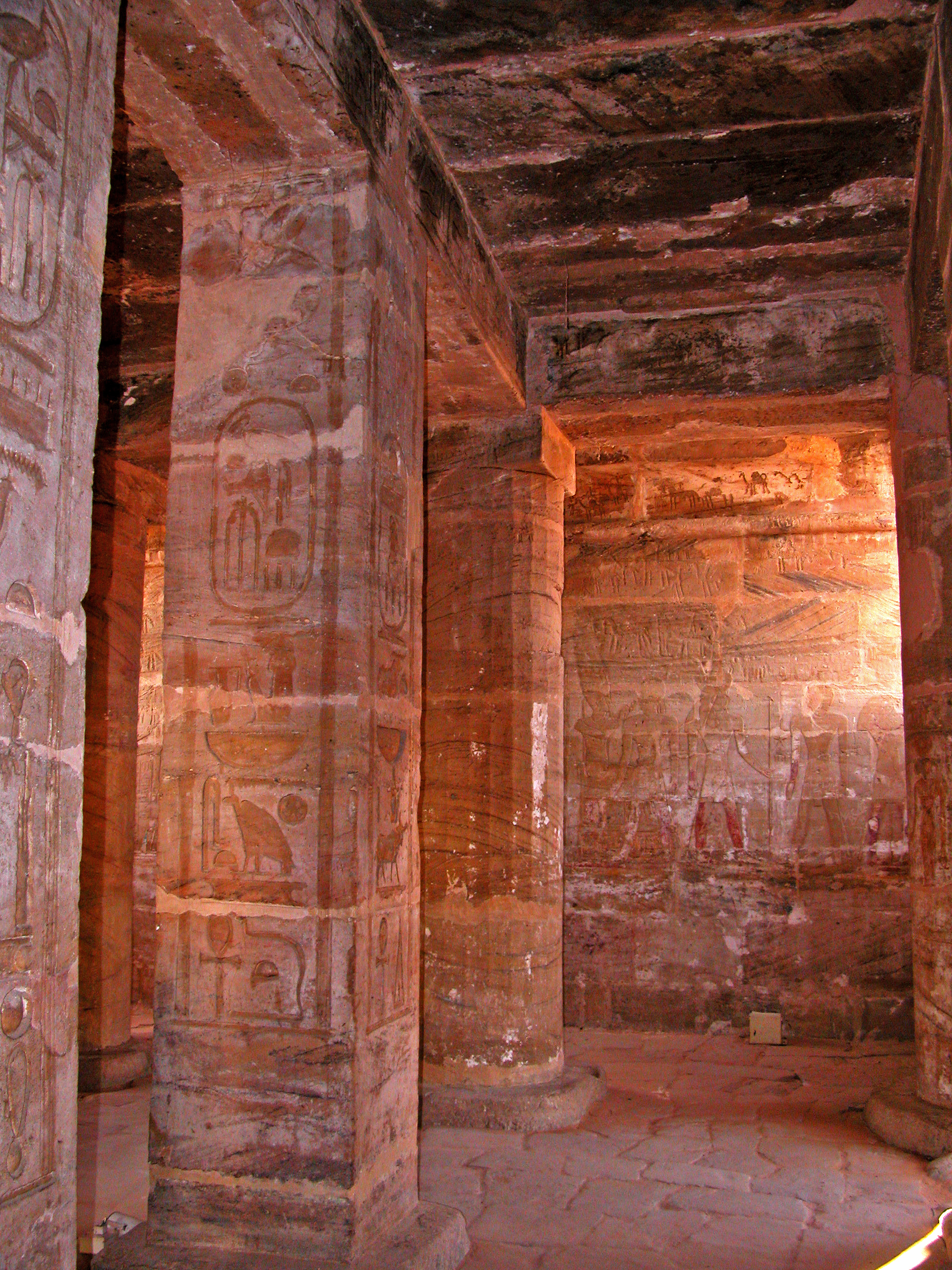
معبد عمدا من الداخل.
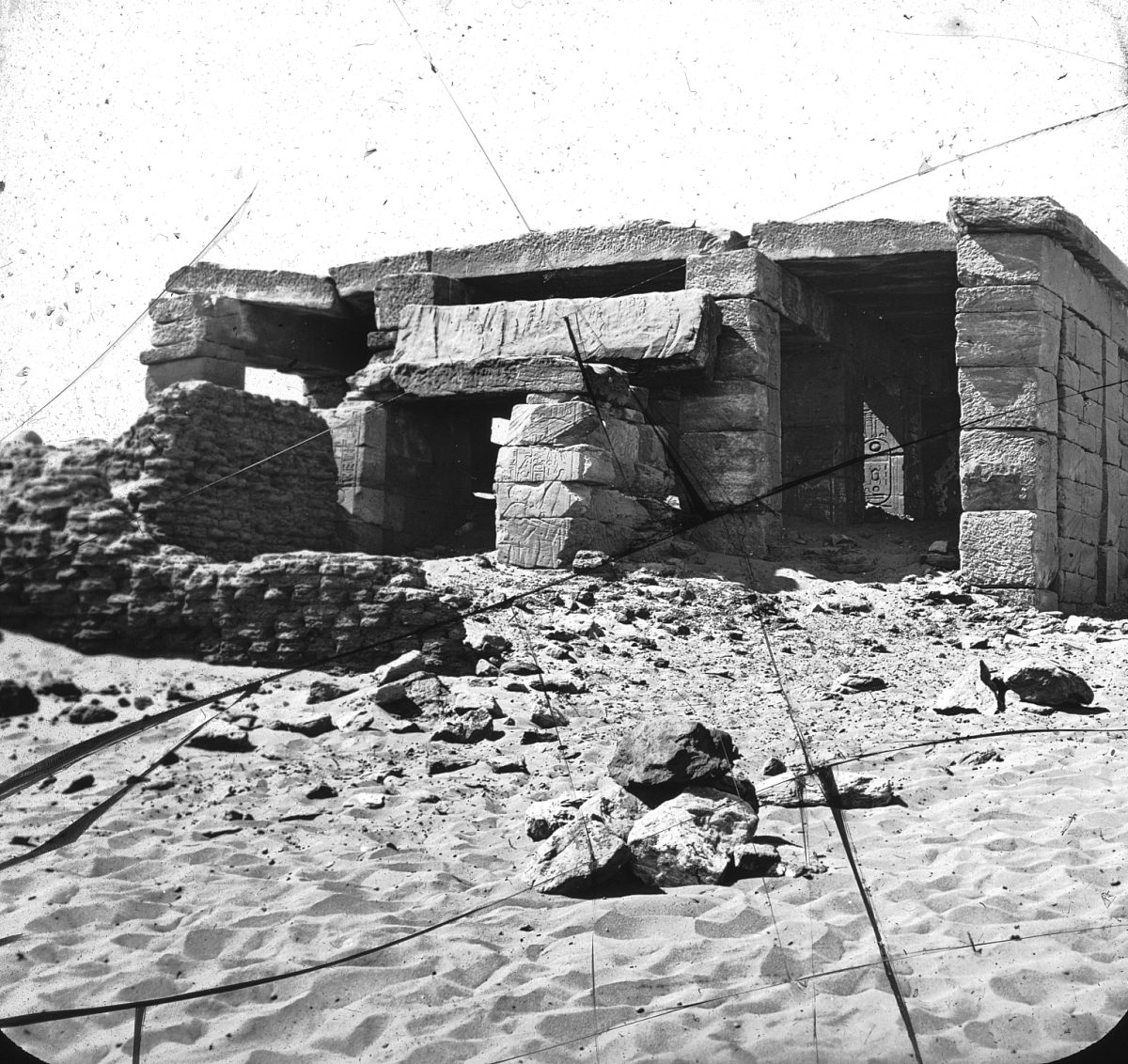
مصر - معبد عمدا، النوبة. أرشيف متحف بروكلين، مجموعة أرشيف جوديير.
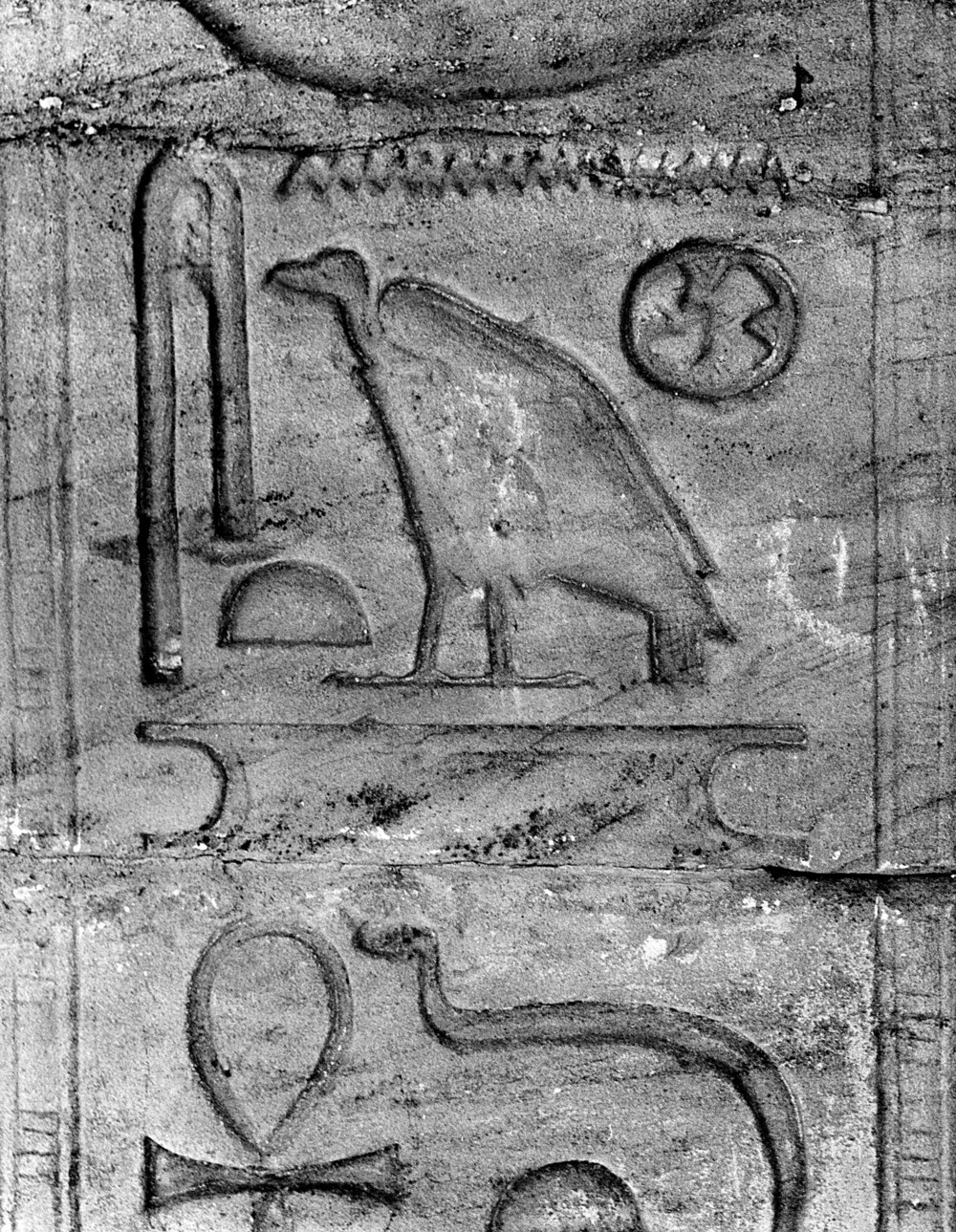
نقوش على هذا العمود في البهو تخص حاكم جزيرة بيجه.
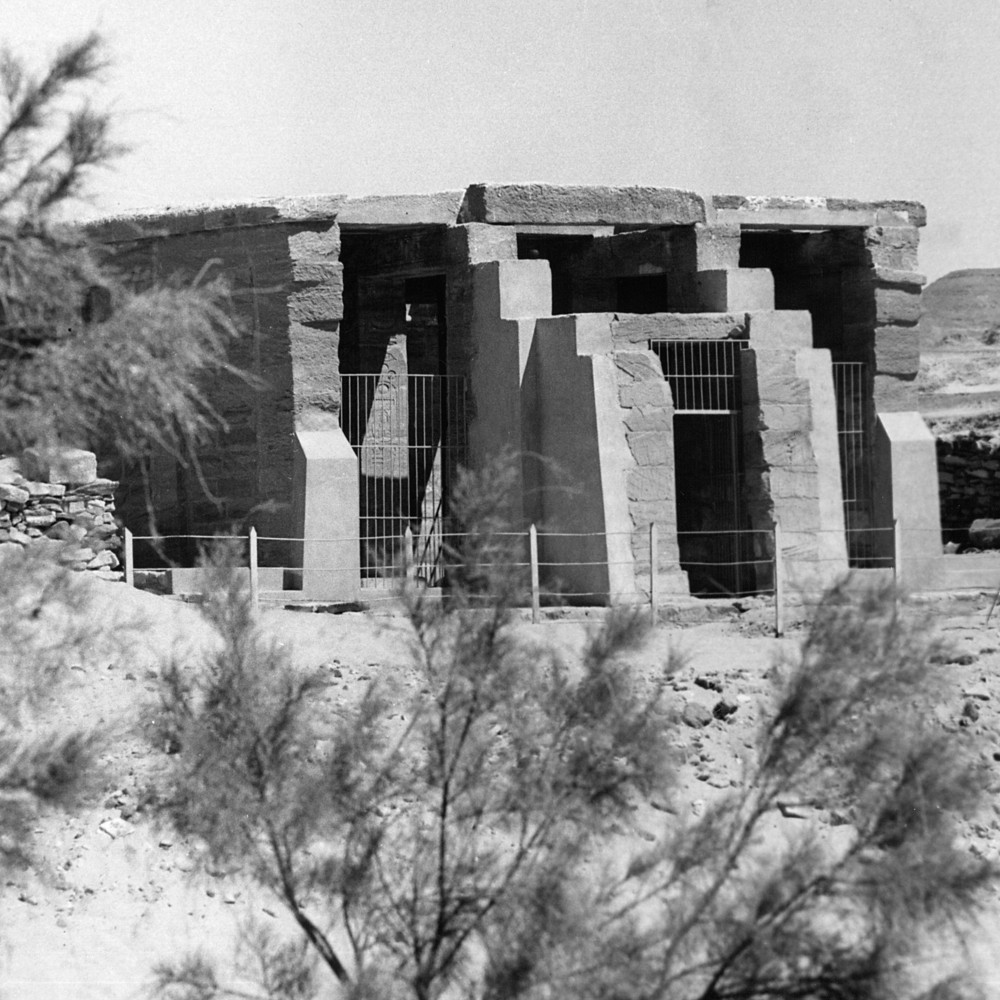
صورة من الخارج.